# The Way We Were: Original Soundtrack Recording
The Way We Were: Original Soundtrack Recording è un album discografico di colonna sonora del 1974 relativo al film Come eravamo (The Way We Were).
L'album è interpretato da Barbra Streisand. La maggior parte dei brani sono stati scritti o coscritti da Marvin Hamlisch.

## Tracce
1. The Way We Were – 3:53
2. Red Sails in the Sunset – 1:43
3. Look What I've Got – 3:06
4. Like Pretty – 2:21
5. River, Stay 'Way from My Door – 1:55
6. The Way We Were (Instrumental) – 3:03
7. Katie – 2:28
8. In the Mood – 2:41
9. Did You Know It Was Me? – 4:35
10. Remembering – 1:22
11. Wrap Your Troubles in Dreams (And Dream Your Troubles Away) – 3:02
12. The Way We Were (Finale) – 3:49